# Onthophagus rubellus
Onthophagus rubellus là một loài bọ cánh cứng trong họ Bọ hung (Scarabaeidae).